# Mikinosuke Kawaishi

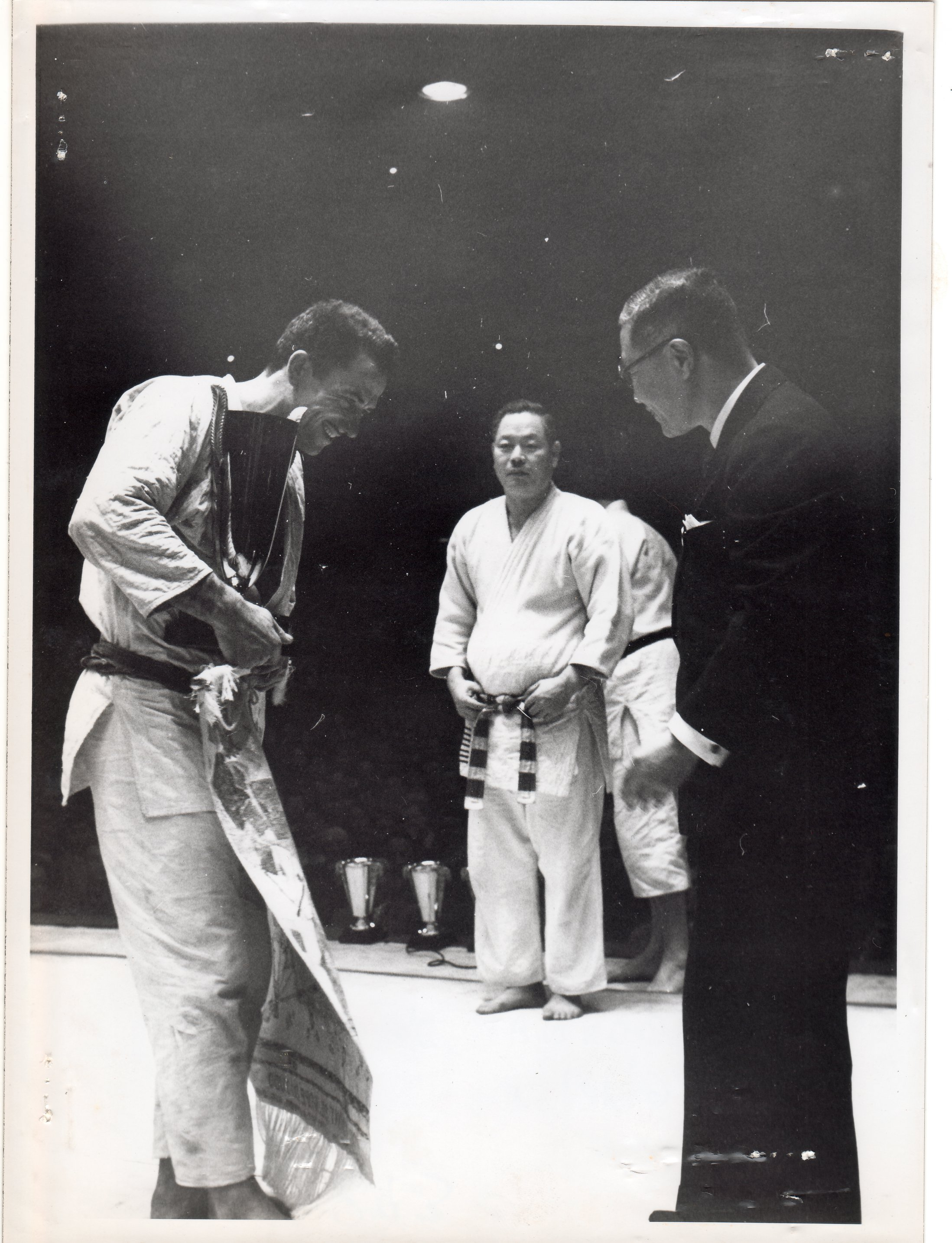
Kawaishi (midden) en De Herdt (1951)

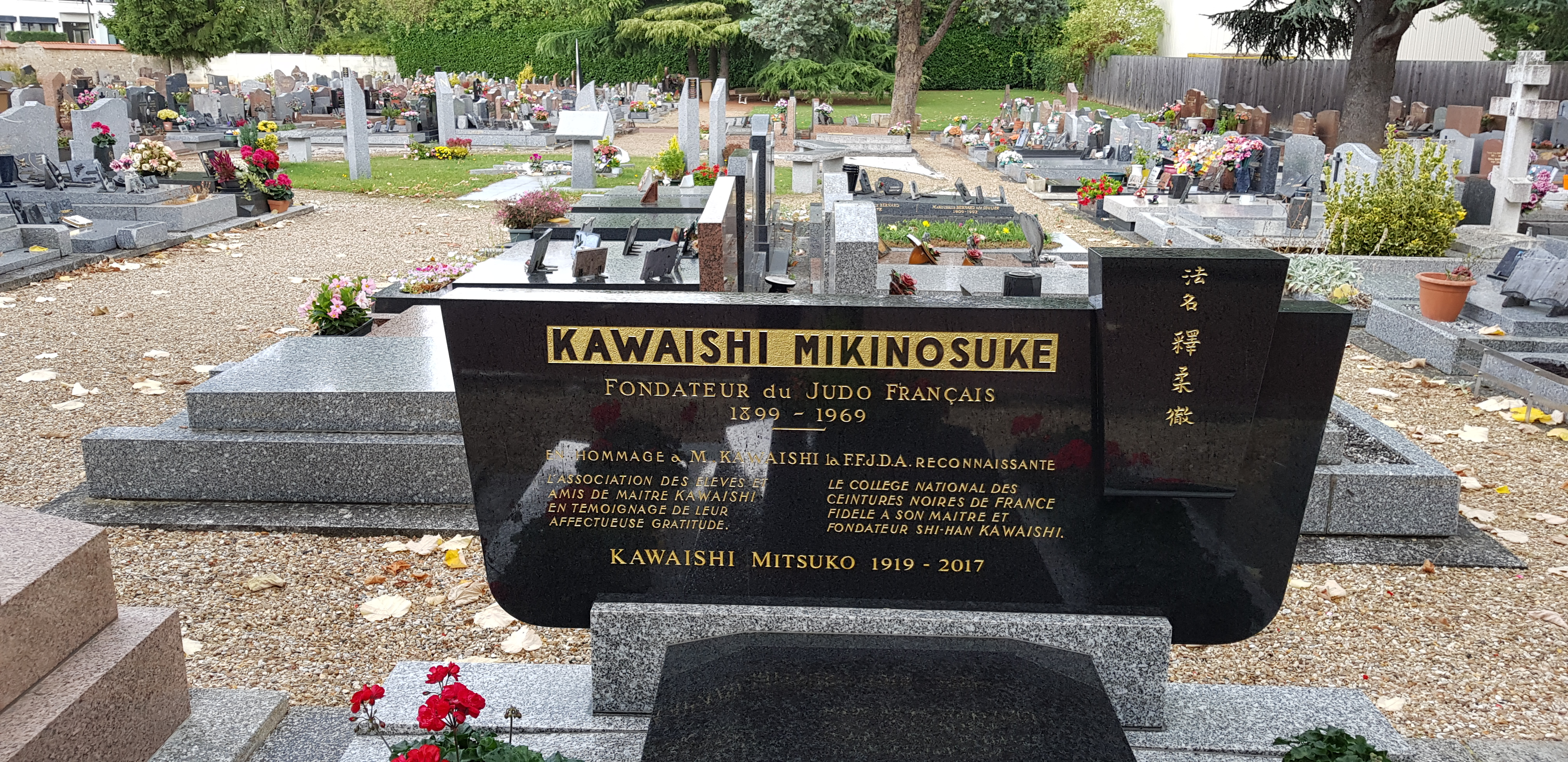
Graf van Kawaishi op de begraafplaats van Le Plessis-Robinson (2019)

Mikinosuke Kawaishi (川石 酒造之助, Kawaishi Mikinosuke,  Himeji, 13 augustus 1899 – 30 januari 1969) was een Japanse meester in jujitsu en judo, houder van de zevende dan. Hij introduceerde judo in Frankrijk, samen met Shozo Awazu, en in een groot deel van Europa. Hij wordt beschouwd als degene die het systeem ontwikkelde van gekleurde banden voor de verschillende lagere graden. Schriftelijke verslagen in de archieven van de Londense judoclub Budokwai, opgericht in 1918, vermelden echter al het gebruik van gekleurde banden tijdens de 9e jaarlijkse Budokwai Display in 1926. Ook verscheen een lijst met judoka's met gekleurde banden in de Budokwai Committee Minutes van juni 1927. Kawaishi bezocht Londen en de Budokwai in 1928, en was waarschijnlijk daarbij geïnspireerd om het kleurensysteem voor banden in Frankrijk te introduceren. De Fédération Française kende hem postuum de 10e dan in judo en jujitsu toe.

## Biografie
Kawaishi werd in 1899 geboren in Himeji en leerde judo in Kyoto aan de Dai Nippon Butokukai (Greater Japan Association of Martial Virtue). Hij verliet Japan in het midden van de jaren 1920 om te reizen en de wereld te zien. en begon met rondreizen door de Verenigde Staten van Amerika, waar hij jujitsu-les gaf, met name in New York en San Diego. In 1928 kwam hij aan in het Verenigd Koninkrijk en richtte al snel een school op in Liverpool samen met zijn goede vriend Gunji Koizumi. Koizumi was bijna 10 jaar ouder dan hij en was goed ingeburgerd in het Verenigd Koninkrijk nadat hij de Londen Budokwai Club en een school aan de Universiteit van Oxford had opgericht. In 1931 verhuisde Kawaishi naar Londen, waar hij de Anglo-Japanese Judo Club oprichtte en ook judoles begon te geven aan de Universiteit van Oxford met Koizumi.
Omdat de Aziatische vechtsporten nog relatief nieuw waren in Engeland, werd hij gedwongen zijn magere verdiensten als leraar aan te vullen als professionele worstelaar met de artiestennaam "Matsuda". Eind 1931 keerde hij voor een korte tijd terug naar Japan, en tijdens deze reis hernieuwde hij zijn samenwerking met Jigoro Kano, die hem een Kodokan derde dan in judo verleende. In 1935, inmiddels een Kano vierde Dan, verhuisde Kawaishi naar Parijs
 waar hij de opdracht kreeg om jujitsu te onderwijzen aan de Franse politie. Het was in die tijd dat hij de eerste openbare jujitsu-school opende in de Quartier Latin inn Parijs.
In een poging terug te keren naar Japan in 1943 tijdens de Tweede Wereldoorlog, werd Kawaishi gevangengezet in Mantsjoerije. Na het einde van de oorlog en zijn daaropvolgende vrijlating keerde hij terug naar Parijs om zijn onderwijs voort te zetten.
In 1947 sloeg Kawaishi de handen ineen met Koizumi om het eerste ooit geregistreerde Judo International-toernooi tussen twee landen (Verenigd Koninkrijk en Frankrijk) te promoten. Dit werd bekend als de Kawaishi Cup, waarbij de medaille met alleen zijn naam erop aan de winnaars werd uitgereikt. Met Moshé Feldenkrais richtte hij in 1946 de Franse judofederatie op, waarvan hij jarenlang technisch directeur was.

## Dood
Kawaishi stierf op 30 januari 1969 en werd begraven in Le Plessis-Robinson, nabij Parijs.

## Bron
Dit artikel of een eerdere versie ervan is een (gedeeltelijke) vertaling van het artikel Mikinosuke Kawaishi op de Engelstalige Wikipedia, dat onder de licentie Creative Commons Naamsvermelding/Gelijk delen valt. Zie de bewerkingsgeschiedenis aldaar.